# Szaleni wikingowie
Szaleni wikingowie (ang. Loggerheads) – serial animowany produkcji irlandzko-niemieckiej, utworzony przez Magma Films. Serial stanowi kombinację toposu o wikingach z czarnym humorem, stawiając w groteskowym ujęciu stereotypy i motywy nordyckie, które przenikły do kultury masowej. Został wyemitowany zaledwie jeden sezon "Szalonych wikingów". W Niemczech serial wyemitowano w 1997 na stacji ProSieben, natomiast w Wielkiej Brytanii w 1998 roku. W Polsce premiera miała miejsce w 2000 roku na nieistniejącym dziś kanale MiniMax.

## Główni bohaterowie
- Bjorn - rudobrody wódz wioski wikingów. Główna postać całej serii.
- Gissur - chytry wiking, którego ambicją jest zostać nowym wodzem. Często wchodzi w kłótnie z Bjornem i chce mu udowodnić, że on byłby lepszym przywódcą.
- Brynhilda - żona Bjorna
- Elva - żona Gissura
- Rolvo - rudowłosy syn Bjorna i Brynhildy. Jest typem wynalazcy. W jednym z odcinków wynalazł proch. W ostatnim odcinku rodzice chcą ożenić Rolvo z nieznaną mu wcześniej dziewczyną, co jednak nie dochodzi do skutku, w wyniku własnego planu i przy pomocy działań jego przyjaciółki.
- Thora - blondwłosa córka Gissura i Elvy. Przyjaźni się z Rolvo. Zawsze nosi przy sobie drewniany miecz. W trzecim odcinku wygrywa konkurs na festiwalu piosenki europejskiej, będącym parodią dzisiejszej Eurowizji.
- Skeggi - ojciec Bjorna, teść Elvy i dziadek Rolvo. Nie posiada jednej ręki, jednej nogi i oka. Jak sam twierdzi, jego ręka została "odcałowana" przez kobiety.
- Frodi - długowłosy wiking pieśniarz. Jest parodystycznym przedstawieniem barda. Jego głos często irytuje innych wikingów, gdy śpiewa i gra na gitarze.
- Thor - pogański, nordycki bóg występujący pod postacią młota, nieuchronnie spadającego na każdego wikinga, który wypowie głośno jego imię
- Durny Eryk - uważany za najgłupszego mieszkańca całej wioski. Podczas pogańskich uroczystości jest często celowo proszony o wypowiedzenie imienia boga Thora. Podczas jednej z wypraw rabunkowych, zamiast wyjść na ląd, rzuca się do wody i po walce stoczonej z mewą, uprowadza ją zamiast ludzi.

## Wersja anglojęzyczna
- Andy Turvey
- David Holt
- Joanna Ruiz
- Susan Sheridan
- Jimmy Hibbert

## Wersja polska
- Adam Bauman - Bjorn
- Zbigniew Suszyński - Gissur
- Joanna Wizmur - Brynhilda
- Jacek Wolszczak - Rolvo
- Olga Bończyk - Thora

## Spis odcinków
Tytuły podane w oryginale:
- Viking Olympics
- Give and Take
- A Song for Europe
- Rolvo's Big Adventure
- Skeggi and the Fountain of Youth
- The Taxman Cometh
- Pirates
- Queen Irmgard
- Alfred the Admirable
- Law and Disorder
- Preacher Man
- Sealed with a Kiss
- Whale's Tale
- Reversal of Fortune
- Dragon
- Love thy Neighbour